# Der Schatten des dünnen Mannes
Der Schatten des dünnen Mannes ist eine US-amerikanische Kriminalkomödie von W. S. Van Dyke aus dem Jahr 1941. Die Adaption einer Geschichte von Harry Kurnitz ist der vierte von sechs Dünner-Mann-Filmen.

## Handlung
Bei einem New Yorker Pferderennen wird ein Jockey ermordet aufgefunden. Die Presse stürzt sich auf den Fall, allen voran der unbeliebte, egoistische Journalist Whitey Barrow. Dass Nick und Nora Charles bei dem Pferderennen zufällig vor Ort sind, lässt die Sache für die Presse noch interessanter erscheinen und auch Lieutenant Abrams ist froh, als Nick sich des Falles annimmt.
Bei Link Stephens sorgt die Ermordung des Jockeys für ziemliche Unruhe. Er ist Teil eines Wettsyndikats; sein Buchmacher Regenbogen-Benny manipuliert für ihn Rennen im großen Stil und besticht Jockeys und die Rennleitung. Whitey, seit Jahren sein Mann bei der Presse, schreibt ihm vertragsgemäß regelmäßig die Weste weiß. Whitey wiederum wird von dem jungen Journalisten Paul verachtet, der zum Freundeskreis von Nick und Nora gehört und vom Sonderbeauftragten der Legislative, Major Jason I. Sculley, protegiert wird. Paul will Stephens’ Machenschaften aufdecken und sich mit Hilfe seiner Freundin Molly, die als Sekretärin bei Stephens arbeitet, dessen Geschäftsbuch organisieren, in das Buchhalter Benny eine ominöse Liste gelegt hat. Beim Einbruch ins Büro wird Paul von Whitey überrascht. Beim anschließenden Kampf wird Whitey von einem Dritten erschossen. Kurz zuvor hatte er noch versucht, von Stephens’ Freundin Claire Porter Geld zu erpressen, und ihr eines ihrer teuren Armbänder abgenommen.
Nicks Nachforschungen ergeben, dass der Jockey nicht ermordet wurde, sondern sich bei einem Unfall selbst erschossen hat. Er weiht nur Abrams ein und verkündet allen anderen, der Mörder des Jockeys sei auch Whiteys Mörder. Der Ticketverkäufer Maguire sagt aus, dass es am Vorabend zwischen Whitey und Stephens’ Freundin Claire einen Streit gegeben habe. Claire indes reagiert aggressiv, als sie von Nick aufgesucht wird. Bei der Durchsuchung von Whiteys Wohnung findet Nick schließlich Claires Armband wieder. Auch Claire erscheint dort auf der Suche nach dem Armband und trifft auf Nick. In die Enge getrieben muss sie zugeben, dass Whitey ihr Liebhaber war und Spielschulden bei Stephens’ Buchmacher Benny hatte und sie ihm Geld beschaffen wollte. Da sie das Geld nicht habe aufbringen können, habe er stattdessen ihr Armband genommen. Sie scheitert bei dem Versuch, Nick das Armband zu entwenden, das dieser später seiner Frau schenkt.
Nick und Nora gehen in ein Restaurant, wo sie auf Benny treffen, der offenbar um sein Leben fürchtet. Zu seinem Schutz trägt er sogar eine schusssichere Weste. Auf den Mord an Whitey angesprochen, verlässt er fluchtartig das Lokal. Die Polizisten haben neue Erkenntnisse gewonnen: Claire Porter heißt in Wirklichkeit Clara Peters und ist vorbestraft. Offensichtlich wurde sie wegen ihrer Vergangenheit, von der Stephens nichts wusste, von Whitey erpresst.
Sculley hat die Liste aus dem Geschäftsbuch von Stephens überprüfen lassen. Es handelt sich um chiffrierte, manipulierte Rennergebnisse, sie stammen hauptsächlich von Benny. Als Nick und die Polizei, geleitet von Sculley, in Bennys Apartment ankommen, finden sie ihn erhängt vor. Es sieht nach Selbstmord aus, doch stören Nick Feinheiten wie die fehlende schusssichere Weste und das nur teilweise im Kamin verbrannte Geschäftsbuch. Schließlich werden alle Verdächtigen auf das Polizeirevier gebracht.
Es stellt sich heraus, dass Sculley Whiteys Mörder war. Er war Teil des Stephens-Syndikats und als Sonderbeauftragter der Legislative ein idealer „Beschützer“ der Bande. Whitey hatte es mit der Angst zu tun bekommen und gedroht, die Machenschaften des Syndikats aufzudecken. Damit wäre nicht nur eine Einnahmequelle Sculleys weggefallen, sondern er zudem gesellschaftlich und beruflich ruiniert gewesen. Daher ermordete er Whitey. Da Nick vorgegeben hatte, den Doppelmörder (des Jockeys und von Whitey) zu suchen, lenkte Sculley den Verdacht auf Benny, auf den die Indizien gepasst hätten. Als er die Polizei zu Bennys Wohnung führte, gab er an, bereits mehrfach dort gewesen zu sein und daher den Weg zu kennen. Zwar wohnte Benny in dem Haus, hatte jedoch nur wenige Stunden vor seiner Ermordung ein anderes Apartment innerhalb des Hauses bezogen, so dass Sculley die neue Wohnung nur kennen konnte, wenn er Benny ermordet hatte.
Sculley greift sich Nicks Pistole und bedroht die Anwesenden. Doch Nora stürzt sich todesmutig auf Sculley und rettet so alle Anwesenden – bis sich herausstellt, dass Nick nur eine ungeladene Pistole mit sich führt. Am Ende erhält Nora ein neues Armband, da sie jenes von Claire der Polizei geben muss, und einen Kuss von Nick.

## Entstehung und Veröffentlichung
| Figur                        | Darsteller               | Deutscher Sprecher |
| ---------------------------- | ------------------------ | ------------------ |
| Nick Charles                 | William Powell           | Helmut Gauß        |
| Nora Charles                 | Myrna Loy                | Monika Barth       |
| Paul Clarke                  | Barry Nelson             | Joachim Kapps      |
| Molly Ford                   | Donna Reed               | Iris Artajo        |
| Lieutenant Abrams            | Sam Levene               | Hans Oldenbürger   |
| „Whitey“ Barrow              | Alan Baxter              | Matthias Klages    |
| Major Jason I. Sculley       | Henry O’Neill            | Eric Vaessen       |
| Nick Charles jr.             | Richard Hall             |                    |
| Claire Porter / Clara Peters | Stella Adler             | Karin David        |
| „Link“ Stephens              | Loring Smith             | Lothar Hinze       |
| Fred Macy                    | Joseph Anthony           | Uwe Jellinek       |
| Regenbogen-Benny             | Lou Lubin                | Karl-Ulrich Meves  |
| Stella, Dienstmädchen        | Louise Beavers           | Edeltraut Elsner   |
| Maguire, Ticketverkäufer     | Will Wright              | Hermann Wagner     |
| Barrows Vermieterin          | Adeline De Walt Reynolds |                    |
| Fenster, Stephens Anwalt     | Oliver Blake             | Rolf Marnitz       |
| Luis, Kellner                | Tito Vuolo               | Fritz Decho        |
| Polizist                     | Ken Christy              | Franz Viehmann     |
| Fotograf                     | Arch Hendricks           | Franz Viehmann     |

Der Schatten des dünnen Mannes wurde im August 1941 gedreht innerhalb von nur 2 Wochen. Regisseur W. S. Van Dyke wurde somit seinem Spitznamen „One-Take-Woody“ gerecht. Die Drehorte waren im Einzelnen:
- Golden Gate Fields, Berkeley, California, USA (Pferderennbahn in der Bay Area)[2]
- San Francisco Oakland Bay Bridge, San Francisco Bay, California, USA (Brücke)
  - Nicks und Noras Fahrt über die Bay Bridge zur Rennbahn folgt einer authentischen, aber inzwischen historischen Streckenführung. Der beim Dreh neue East Shore Highway US40 wurde 1956 durch den East Shore Freeway I-80 ersetzt. Ebenso wird der Verkehr ins Landesinnere seit einem Brückenumbau ein Jahr danach nicht länger über die obere Fahrbahn geleitet.[3]
- Metro-Goldwyn-Mayer Studios – 10202 W. Washington Blvd., Culver City, California, USA

Es war der elfte von 14 Filmen mit dem Leinwandpaar Myrna Loy und William Powell. Powell verkörperte bereits in der Zeit von 1929 bis 1933 4-mal als Philo Vance einen Detektiv. Ihr Filmdebüt feierten in diesem Film Ava Gardner (in einer kleinen Rolle als Passantin an der Rennbahn), Barry Nelson und Sid Melton (als Krimineller Fingers). In einer Nebenrolle tritt Stella Adler auf, die später als Schauspiellehrerin u. a. von Marlon Brando berühmt werden sollte. Tor Johnson, dessen Markenzeichen ein rasierter Kopf ist, trägt hier als Ringer eine ungewohnte Lockenpracht.
Der Film wurde am 21. November 1941 in New York uraufgeführt, am 6. März 1957 erfolgte die Fernsehpremiere auf dem Sender WBBM Channel 2 in Chicago. In Deutschland lief er am 12. September 1952, in Österreich am 18. Jänner 1952 (als Meisterdetektiv Nik) an, am 17. Juli 1992 wurde er erstmals im deutschen Fernsehen gezeigt.

## Kritik
Der Schatten des dünnen Mannes erhielt ein gutes Presseecho, was sich auch in den Auswertungen US-amerikanischer Aggregatoren widerspiegelt. So erfasst Rotten Tomatoes größtenteils positive Besprechungen und ordnet den Film dementsprechend als „Frisch“ ein. Laut Metacritic fallen die Bewertungen im Mittel „Grundsätzlich Wohlwollend“ aus.
Der film-dienst urteilte, dass die Kriminalkomödie vom Plot her zwar „nur noch ein ‚Schatten‘ ihrer Vorgänger“ sei, aber: „das komödiantische Spiel von William Powell und Myrna Loy macht sie dennoch zu einem Vergnügen“.